# Montauban-de-Picardie
Pour les articles homonymes, voir Montauban (homonymie).
Montauban-de-Picardie est une commune française située dans le département de la Somme, en région Hauts-de-France.

## Géographie

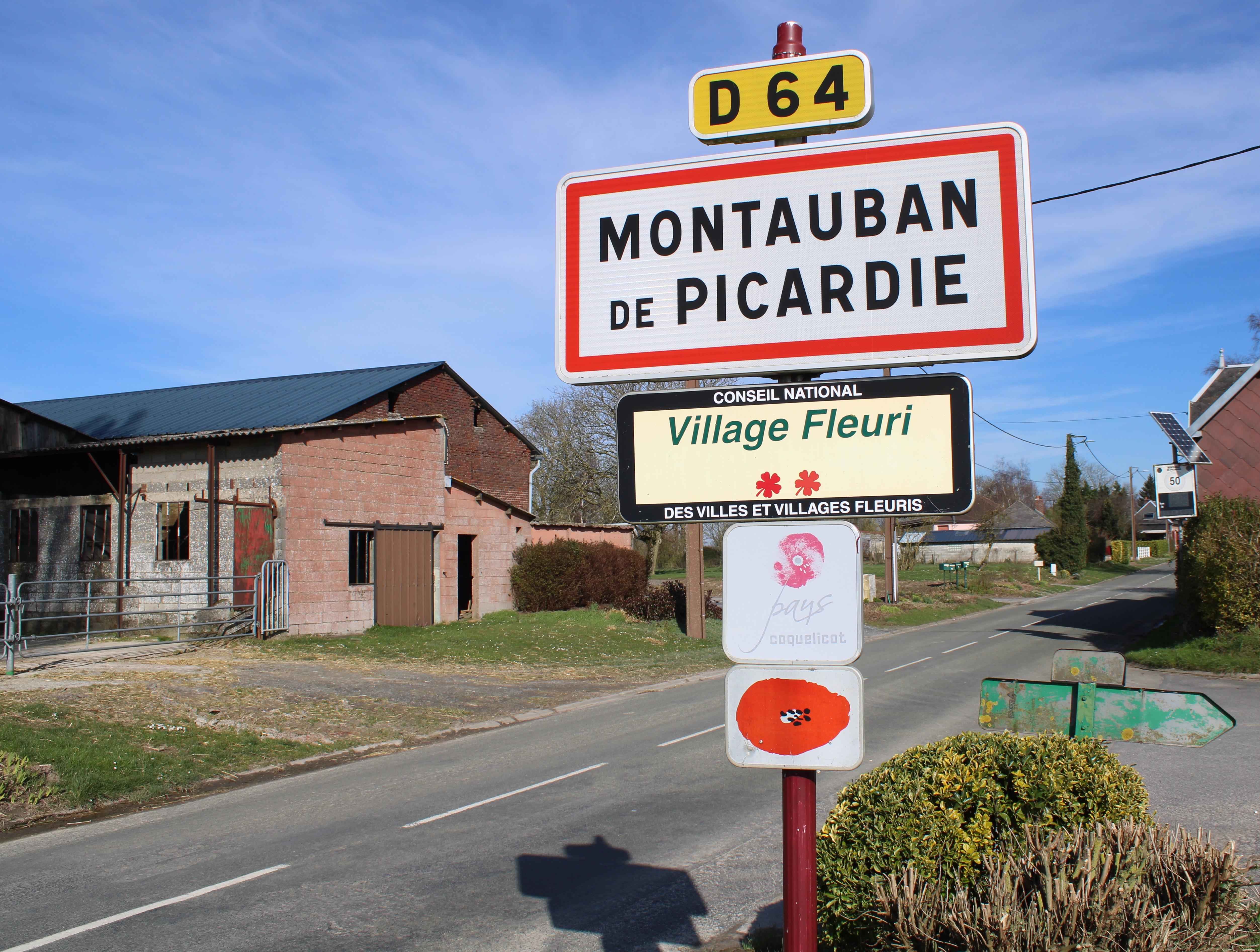
Entrée du village.

### Localisation
Montauban-de-Picardie est un village rural picard situé à dix kilomètres à l'est d'Albert, à 38 km au sud-ouest de Cambrai et à 32 km au sud d'Arras.

#### Communes limitrophes

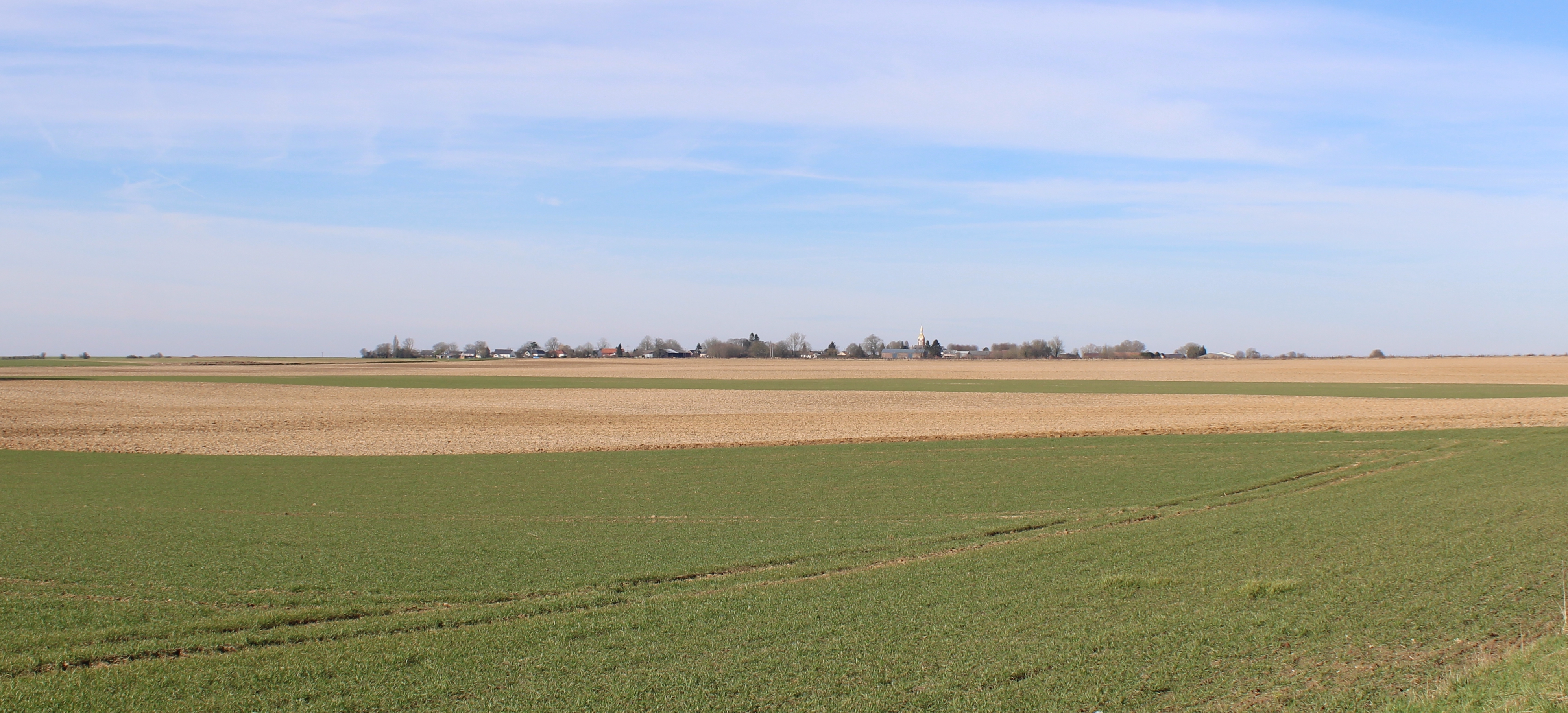
Panorama du village posé sur la plaine picarde d'où émerge la blancheur du clocher..

| Bazentin |                       | Longueval           |
| Mametz   | Montauban-de-Picardie | Guillemont          |
| Carnoy   | Maricourt             | Hardecourt-aux-Bois |

### Nature du sol et du sous-sol
Le sous-sol de la commune est aux deux-tiers argileux et pour un tiers calcéréo-siliceux. Le sol est composé du limon des plateaux.

### Relief, paysage, végétation
Le relief du territoire communal est celui d'un plateau. Le terrain est légèrement accidenté au nord où on trouve quelques vallons secs.

### Hydrographie
La commune est située dans le bassin Artois-Picardie. Elle n'est drainée par aucun cours d'eau.

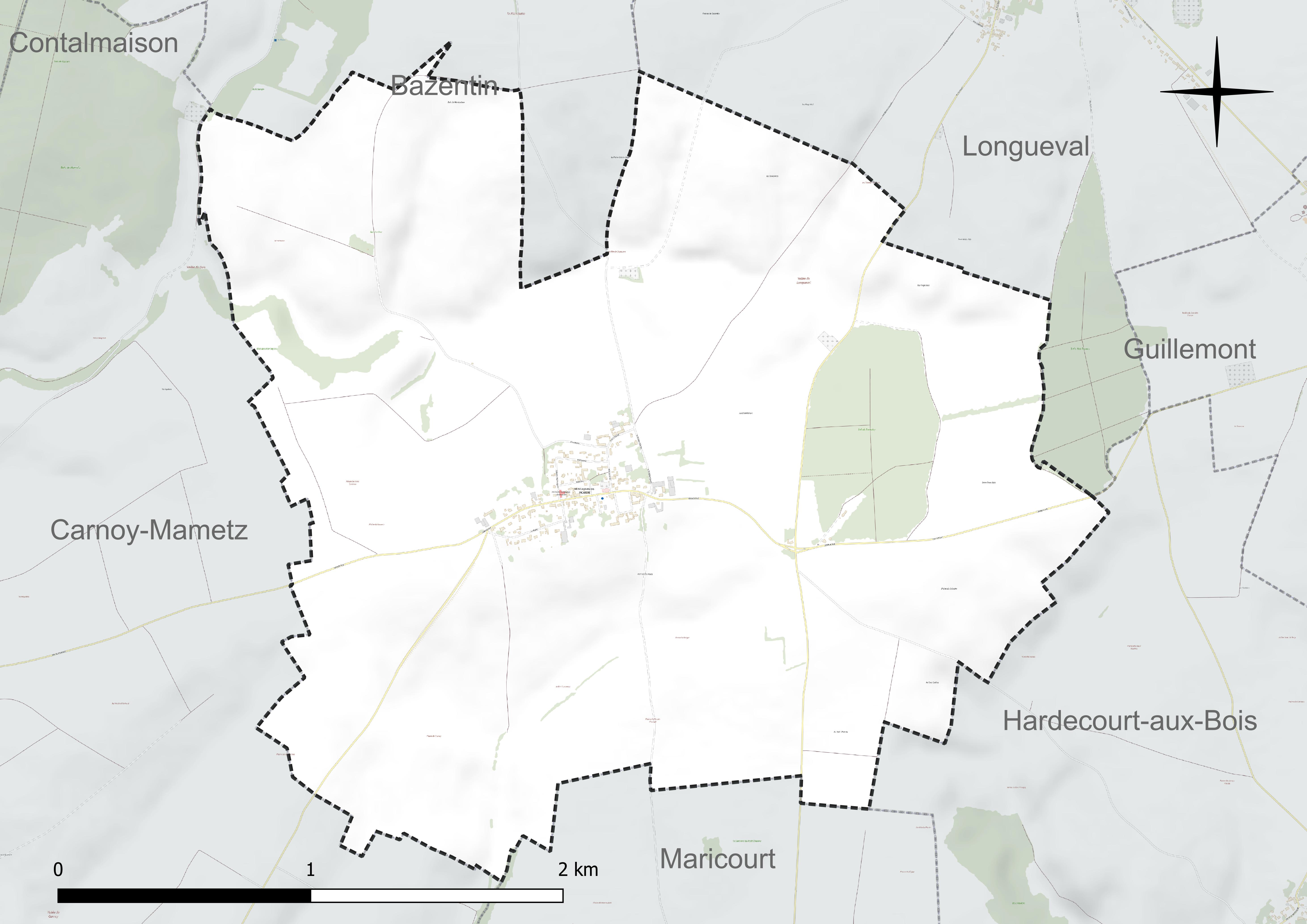
Réseau hydrographique de Montauban-de-Picardie.

### Climat
Pour des articles plus généraux, voir Climat des Hauts-de-France et Climat de la Somme.
En 2010, le climat de la commune est de type climat océanique dégradé des plaines du Centre et du Nord, selon une étude du CNRS s'appuyant sur une série de données couvrant la période 1971-2000. En 2020, Météo-France publie une typologie des climats de la France métropolitaine dans laquelle la commune est exposée à un climat océanique et est dans la région climatique Nord-est du bassin Parisien, caractérisée par un ensoleillement médiocre, une pluviométrie moyenne régulièrement répartie au cours de l'année et un hiver froid (3 °C).
Pour la période 1971-2000, la température annuelle moyenne est de 10 °C, avec une amplitude thermique annuelle de 14,4 °C. Le cumul annuel moyen de précipitations est de 843 mm, avec 12,6 jours de précipitations en janvier et 9 jours en juillet. Pour la période 1991-2020, la température moyenne annuelle observée sur la station météorologique la plus proche, située sur la commune de Méaulte à 9 km à vol d'oiseau, est de 10,7 °C et le cumul annuel moyen de précipitations est de 730,3 mm,. Pour l'avenir, les paramètres climatiques de la commune estimés pour 2050 selon différents scénarios d'émission de gaz à effet de serre sont consultables sur un site dédié publié par Météo-France en novembre 2022.

#### Transports et communication
La commune est traversée par la RD 20, une route départementale secondaire qui relie Albert à Combles. Elle est aisément accessible par les ex-routes nationales RN 29 (actuelle RD 929) et RN 338 (actuelle RD 938).
En 2019, la localité est desservie par la ligne d'autocars no 39 (Albert - Péronne) du réseau Trans'80, Hauts-de-France, chaque jour de la semaine sauf le dimanche et les jours fériés.

## Urbanisme

### Typologie
Au 1er janvier 2024, Montauban-de-Picardie est catégorisée commune rurale à habitat dispersé, selon la nouvelle grille communale de densité à sept niveaux définie par l'Insee en 2022.
Elle est située hors unité urbaine. Par ailleurs la commune fait partie de l'aire d'attraction de Méaulte, dont elle est une commune de la couronne,. Cette aire, qui regroupe 9 communes, est catégorisée dans les aires de moins de 50 000 habitants,.

### Occupation des sols
L'occupation des sols de la commune, telle qu'elle ressort de la base de données européenne d'occupation biophysique des sols Corine Land Cover (CLC), est marquée par l'importance des territoires agricoles (91,9 % en 2018), en diminution par rapport à 1990 (95,2 %). La répartition détaillée en 2018 est la suivante : 
terres arables (91,9 %), forêts (4,8 %), zones urbanisées (3,3 %). L'évolution de l'occupation des sols de la commune et de ses infrastructures peut être observée sur les différentes représentations cartographiques du territoire : la carte de Cassini (XVIIIe siècle), la carte d'état-major (1820-1866) et les cartes ou photos aériennes de l'IGN pour la période actuelle (1950 à aujourd'hui).

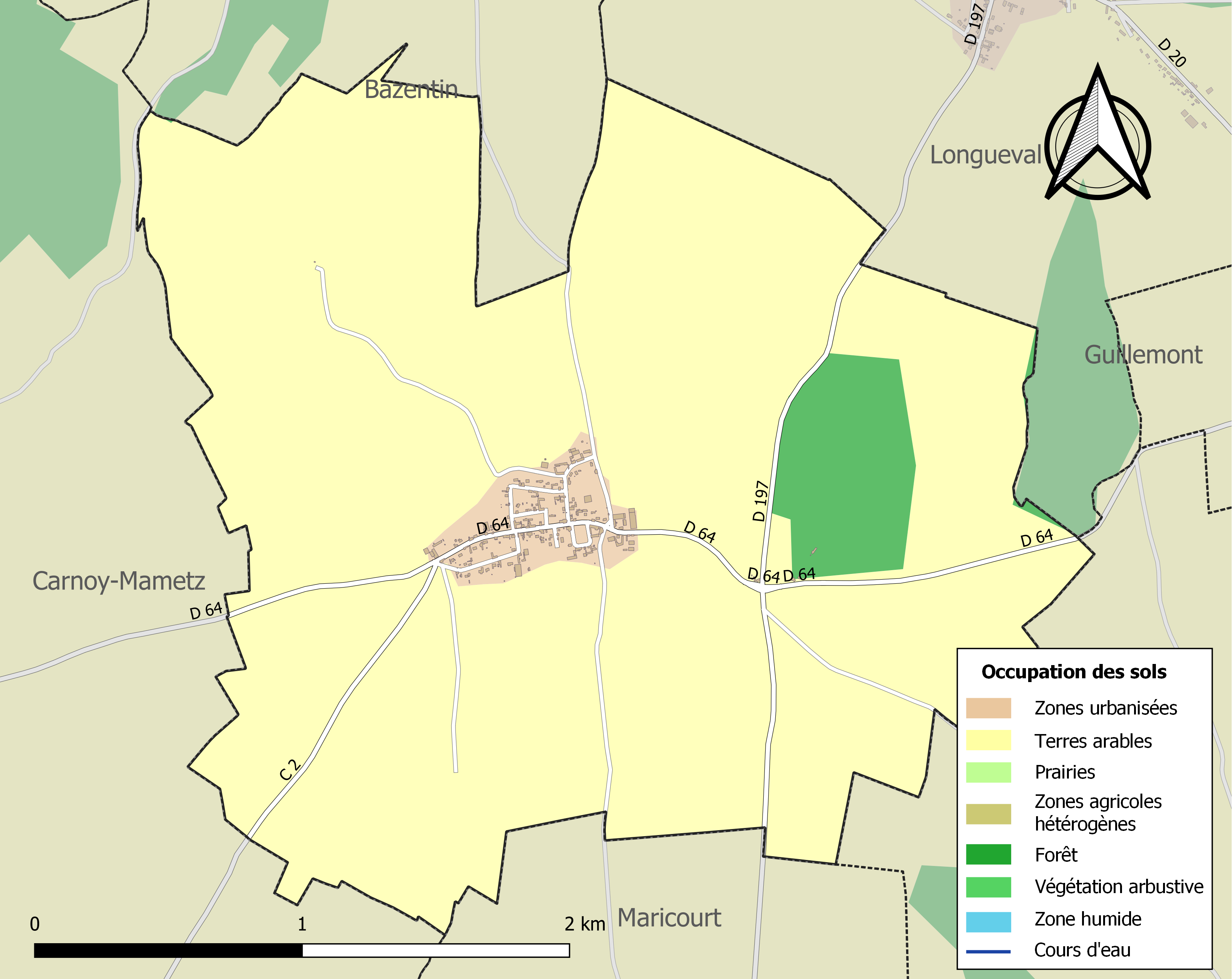
Carte des infrastructures et de l'occupation des sols de la commune en 2018 (CLC).

### Habitat
La commune offre un habitat groupé. Il n'y a pas de hameau ni d'écart.

## Toponymie
Le nom de Montauban est attesté sous la forme Montauban dès 1186, puis latinisée Mons Albanis au XIIIe siècle. La commune, instituée par la Révolution française sous le nom de Montauban, prend en 1937 celui de Montauban-de-Picardie.
Signifierait « le mont d'Aubin », Albert Dauzat y voit plutôt un transfert du nom de Montauban, peut-être sous l'influence des chansons de geste, en effet, aucun argument phonétique ne justifie le passage de -in à -an, finale non usuelle dans le nord de la France.
La Picardie (en picard : Picardie ; en flamand : Picardië) est une entité géographique et culturelle, située dans le Nord de la France et bordée par la Manche.

## Histoire

### Moyen Âge
Au Moyen Âge, le village de Montauban était situé plus au sud et avait pour nom Vadencourt. On en trouvait des vestiges jusqu'en 1914, au lieu-dit le Buisson Saint-Gilles. Ce village fut détruit pendant la guerre de Cent Ans.
On ne trouve pas trace de l'existence de Montauban avant le XIVe siècle.

### Époque contemporaine
Un moulin à vent, détruit pendant la Première Guerre mondiale, était réputé dater de 1691.
Première Guerre mondiale
La commune a été le théâtre de très durs combats au cours de la Première Guerre mondiale, pendant la bataille de la Somme.
Le 27 septembre 1914, le 69e RI s'était emparé, à 10 heures, dans un élan superbe, de Montauban mais, trop avancé par rapport aux autres unités françaises engagées dans le secteur, il dut faire face, le 28, à une violente contre-attaque allemande qui l'obligea à abandonner le village pour reporter son front devant Carnoy, un peu plus au sud.
Montauban-de-Picardie et Mametz sont les deux seuls villages libérés par les Britanniques au soir du 1er juillet 1916, premier jour de la Bataille de la Somme par les bataillons de Liverpool et de Manchester, avec la 30e division britannique. Cette terrible journée a fait 60 000 victimes chez les Britanniques dont 20 000 morts.
Il est considéré comme détruit à la fin de la guerre,,, et a  été décoré de la Croix de guerre 1914-1918, le 27 octobre 1920.
La reconstruction du village commence en 1924, grâce aux aides et notamment de la ville de Maidstone en Angleterre pour le château d'eau, la mairie, l'école mixte, le logement de l'instituteur et l'église.

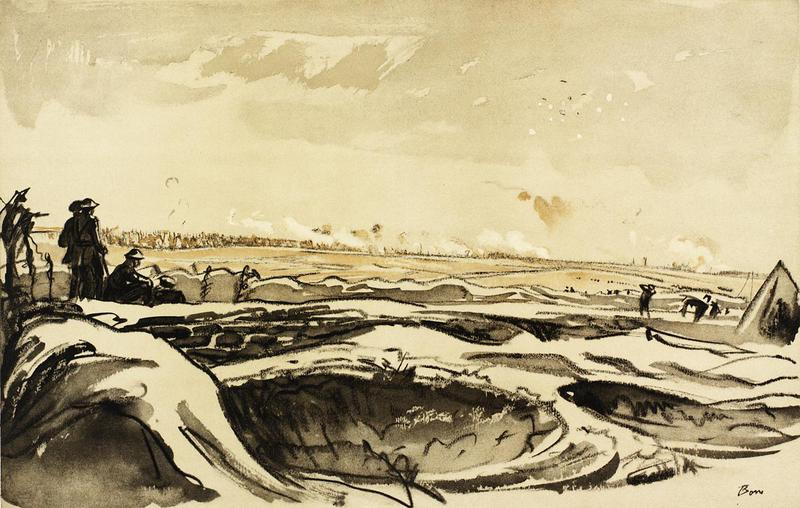
Les combats au bois des trones dessinés par Muirhead Bone.
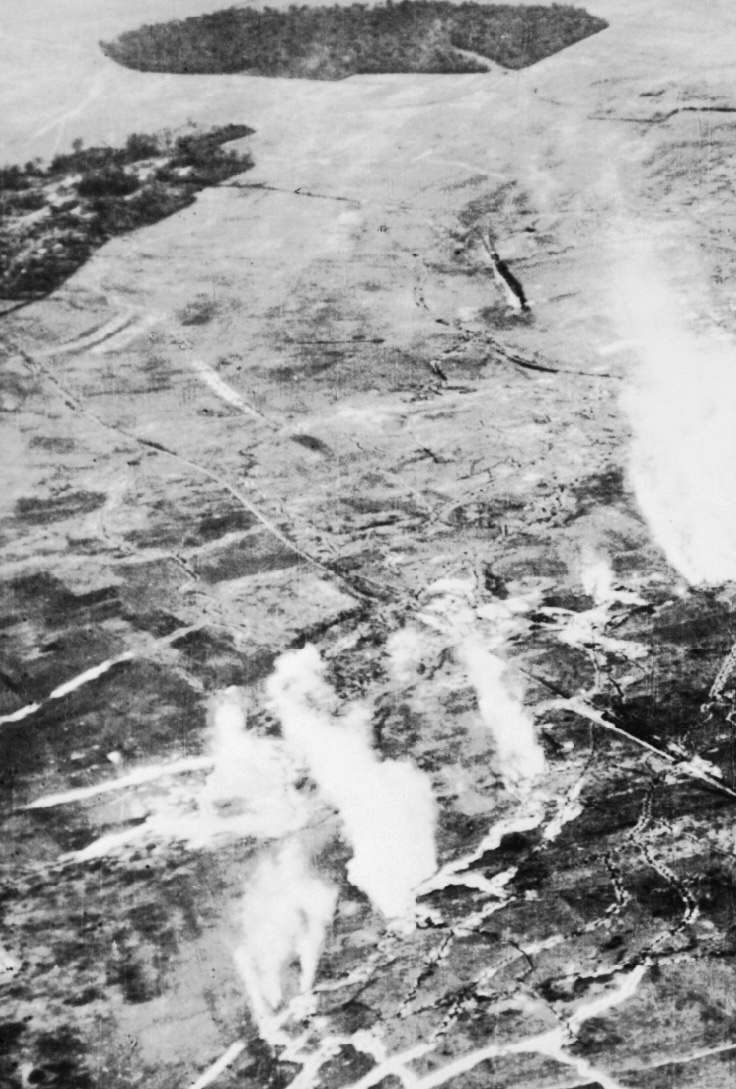
Photo aérienne d'un bombardement au gaz par les Britanniques, en juin 1916

## Politique et administration

### Rattachements administratifs et électoraux
Rattachements administratifs
La commune se trouve dans l'arrondissement de Péronne du département de la Somme.
Elle faisait partie depuis 1793 du canton de Combles. Dans le cadre du redécoupage cantonal de 2014 en France, cette circonscription territoriale administrative a disparu, et le canton n'est plus qu'une circonscription électorale.
Rattachements électoraux
Pour les élections départementales, la commune fait partie depuis 2014 du canton d'Albert
Pour l'élection des députés, elle fait partie de la cinquième circonscription de la Somme.

### Intercommunalité
La commune est membre de la communauté de communes du Pays du Coquelicot, qui est un établissement public de coopération intercommunale (EPCI) à fiscalité propre créée fin 2001.

### Liste des maires
| Période                                  | Période                   | Identité        | Étiquette | Qualité                                                    |
| ---------------------------------------- | ------------------------- | --------------- | --------- | ---------------------------------------------------------- |
| Les données manquantes sont à compléter. |                           |                 |           |                                                            |
| mars 1977                                | 28 janvier 2017           | Gilbert Froment |           | Ancien maréchal-ferrant Décédé en fonction                 |
| mars 2017                                | mai 2020                  | Bruno Benzi     |           | Responsable d'atelier chez ACHP                            |
| mai 2020                                 | En cours (au 25 mai 2020) | Annabel Paruch  |           | Professeur de lettres classiques au collège Curie à Albert |

### Distinctions et labels
Classement au concours des villes et villages fleuris : En 2011, le village a obtenu sa première fleur et, en 2013, sa deuxième fleur ; son classement est renouvelé en 2015.

## Démographie

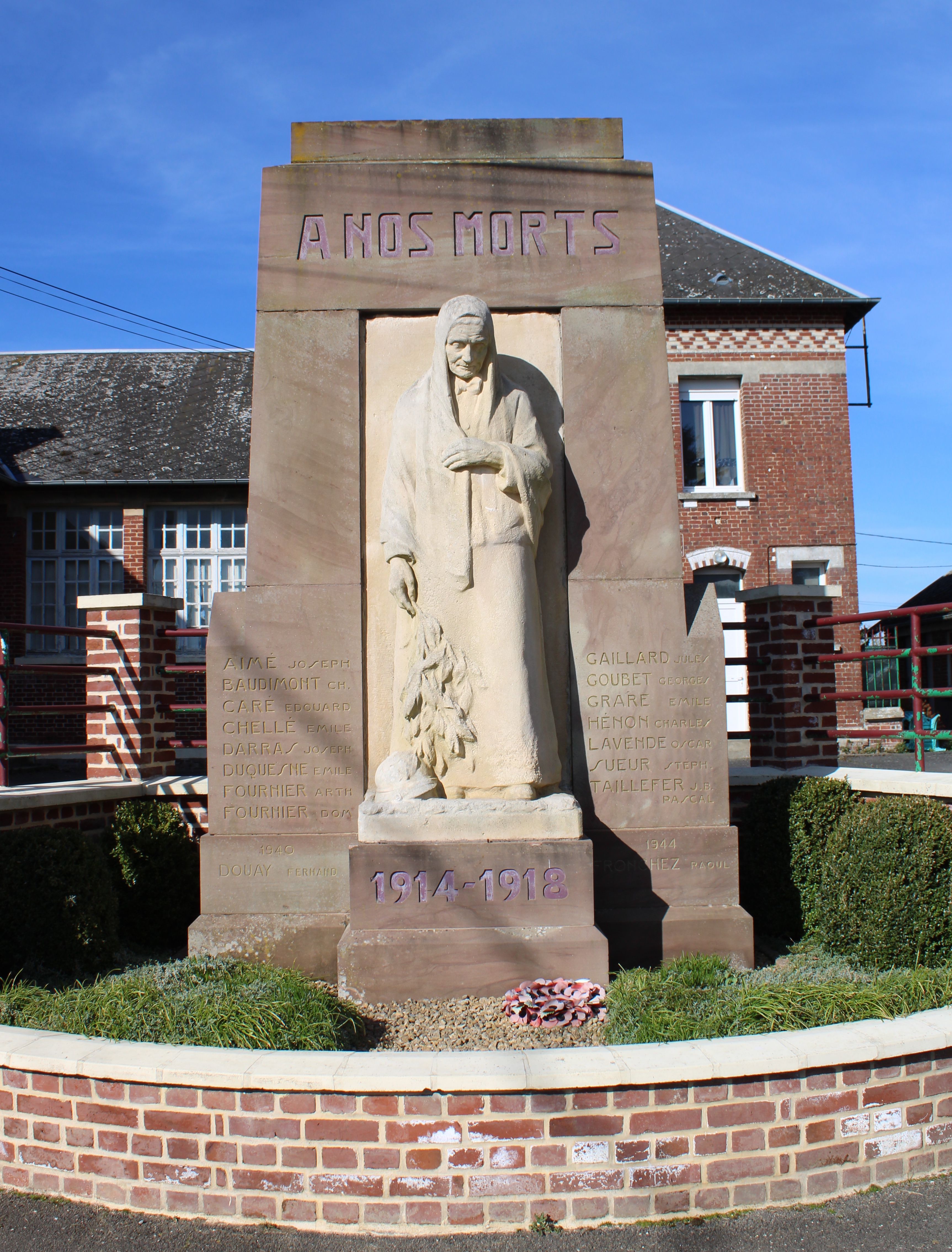
Le monument aux morts.

L'évolution du nombre d'habitants est connue à travers les recensements de la population effectués dans la commune depuis 1793. Pour les communes de moins de 10 000 habitants, une enquête de recensement portant sur toute la population est réalisée tous les cinq ans, les populations de référence des années intermédiaires étant quant à elles estimées par interpolation ou extrapolation. Pour la commune, le premier recensement exhaustif entrant dans le cadre du nouveau dispositif a été réalisé en 2007.

En 2022, la commune comptait 216 habitants, en évolution de −4 % par rapport à 2016 (Somme : −1,26 %, France hors Mayotte : +2,11 %).
| 1793 | 1800 | 1806 | 1821 | 1831 | 1836 | 1841 | 1846 | 1851 |
| ---- | ---- | ---- | ---- | ---- | ---- | ---- | ---- | ---- |
| 670  | 607  | 678  | 676  | 717  | 765  | 719  | 725  | 765  |

| 1856 | 1861 | 1866 | 1872 | 1876 | 1881 | 1886 | 1891 | 1896 |
| ---- | ---- | ---- | ---- | ---- | ---- | ---- | ---- | ---- |
| 758  | 751  | 674  | 630  | 634  | 632  | 536  | 512  | 511  |

| 1901 | 1906 | 1911 | 1921 | 1926 | 1931 | 1936 | 1946 | 1954 |
| ---- | ---- | ---- | ---- | ---- | ---- | ---- | ---- | ---- |
| 515  | 486  | 456  | 130  | 200  | 226  | 234  | 229  | 226  |

| 1962 | 1968 | 1975 | 1982 | 1990 | 1999 | 2006 | 2007 | 2012 |
| ---- | ---- | ---- | ---- | ---- | ---- | ---- | ---- | ---- |
| 224  | 215  | 183  | 176  | 186  | 197  | 212  | 214  | 236  |

| 2017 | 2022 | - | - | - | - | - | - | - |
| ---- | ---- | - | - | - | - | - | - | - |
| 214  | 216  | - | - | - | - | - | - | - |

## Culture locale et patrimoine

### Lieux et monuments
- Église Saint-Gilles, reconstruite dans l'entre-deux-guerres. Elle comprend cinq vitraux, des peintures monumentales et la mosaïque de l'autel conçues par Gérard Ansart et réalisées par l'atelier Darquet en 1931-1933[35]

- Cimetières militaires : 
  - Bernafay Wood british Cemetery : ce cimetière contient 945 tombes (814 Britanniques, 124 Australiens, 2 Néo-Zélandais, 4 Sud-Africains et 1 Indien). Il a été édifié en août 1916, au moment où un poste de secours (Dressing Station) avait été installé à proximité, et après l'Armistice, il a accueilli d'autres tombes venues des champs de bataille[36].
  - Quarry Cemetery, situé au nord du village, cette nécropole contient 756 sépultures (672 Britanniques, 25 Australiens, 38 Néo-Zélandais, 5 Sud-Africains et 16 Allemands)[37].

- Monument aux morts, statue du sculpteur Auguste Carvin, inauguré .
- Croix à la mémoire du capitaine Henri Thiérion de Monclin et des soldats tombés avec lui le 28 septembre 1914 (route de Mametz). Il s'est fait tuer, avec la moitié de sa compagnie, pour protéger le repli d'un bataillon voisin[18].
- Stèle dédiée aux combattants de Liverpool et Manchester, inaugurée le 1er juillet 1993[20].
- Circuit du Souvenir

### Galerie

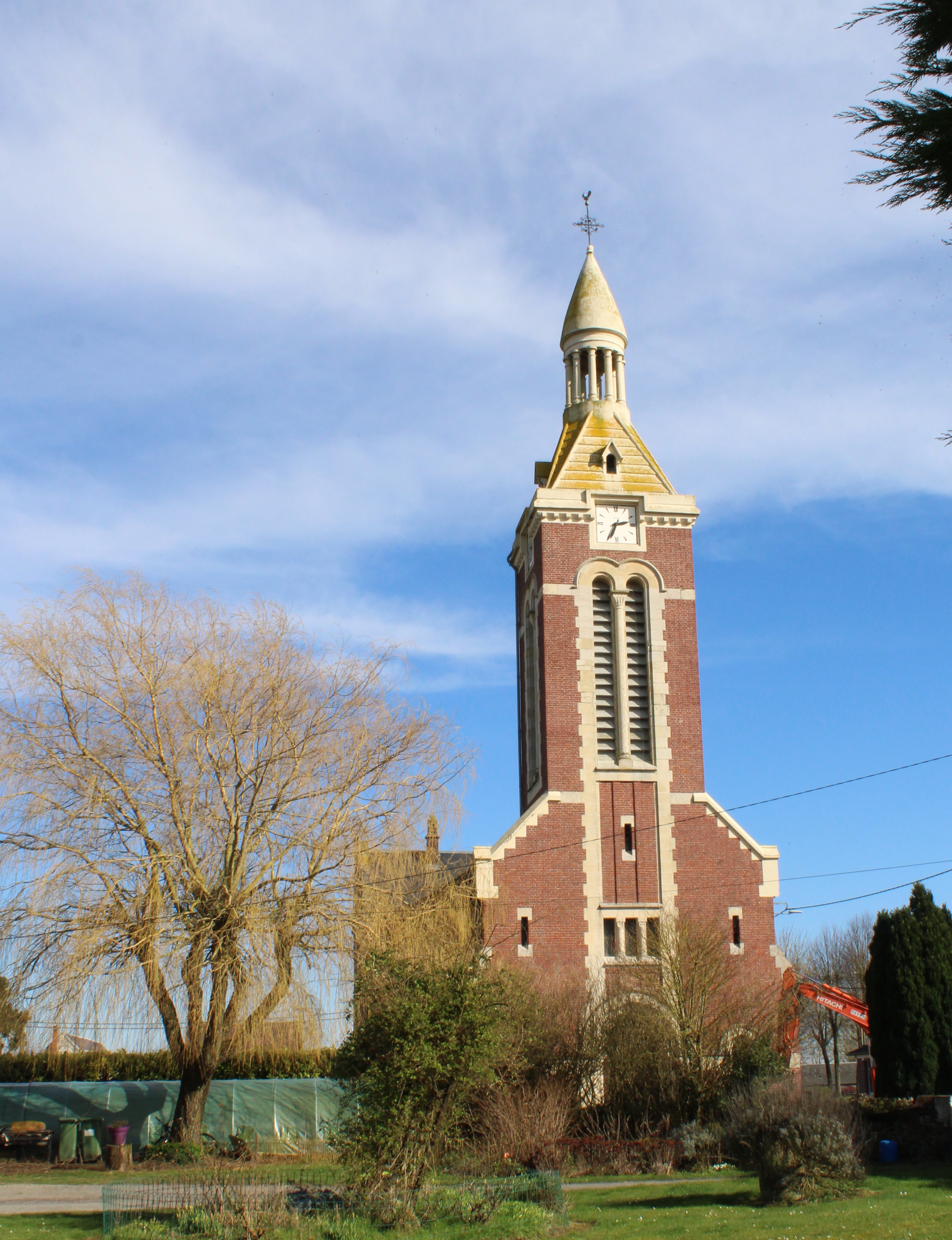
L'église Saint-Gilles reconstruite dans les années 1920.
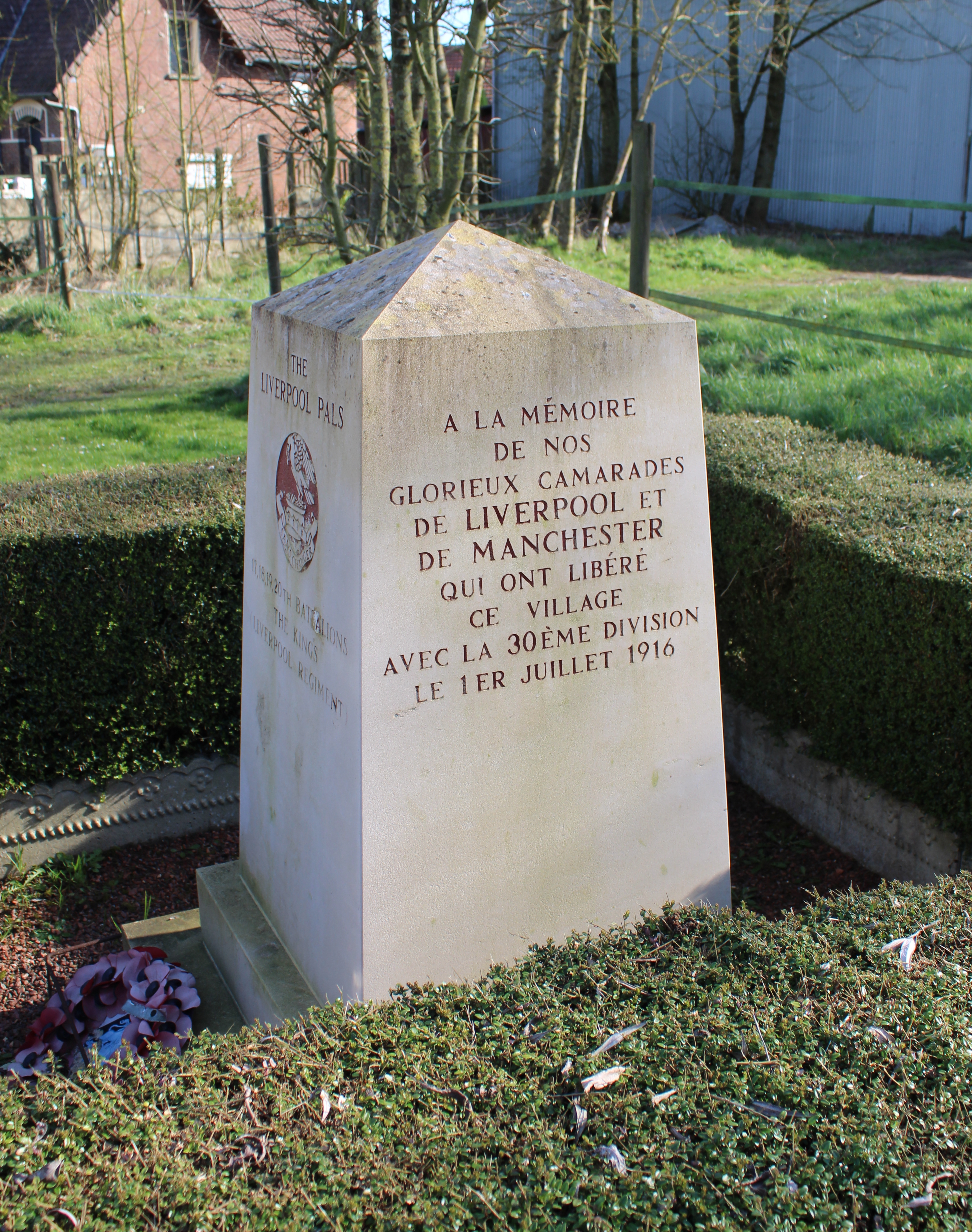
Monument hommage aux soldats du Liverpool Pals qui ont libéré le village le 1er juillet 1916.
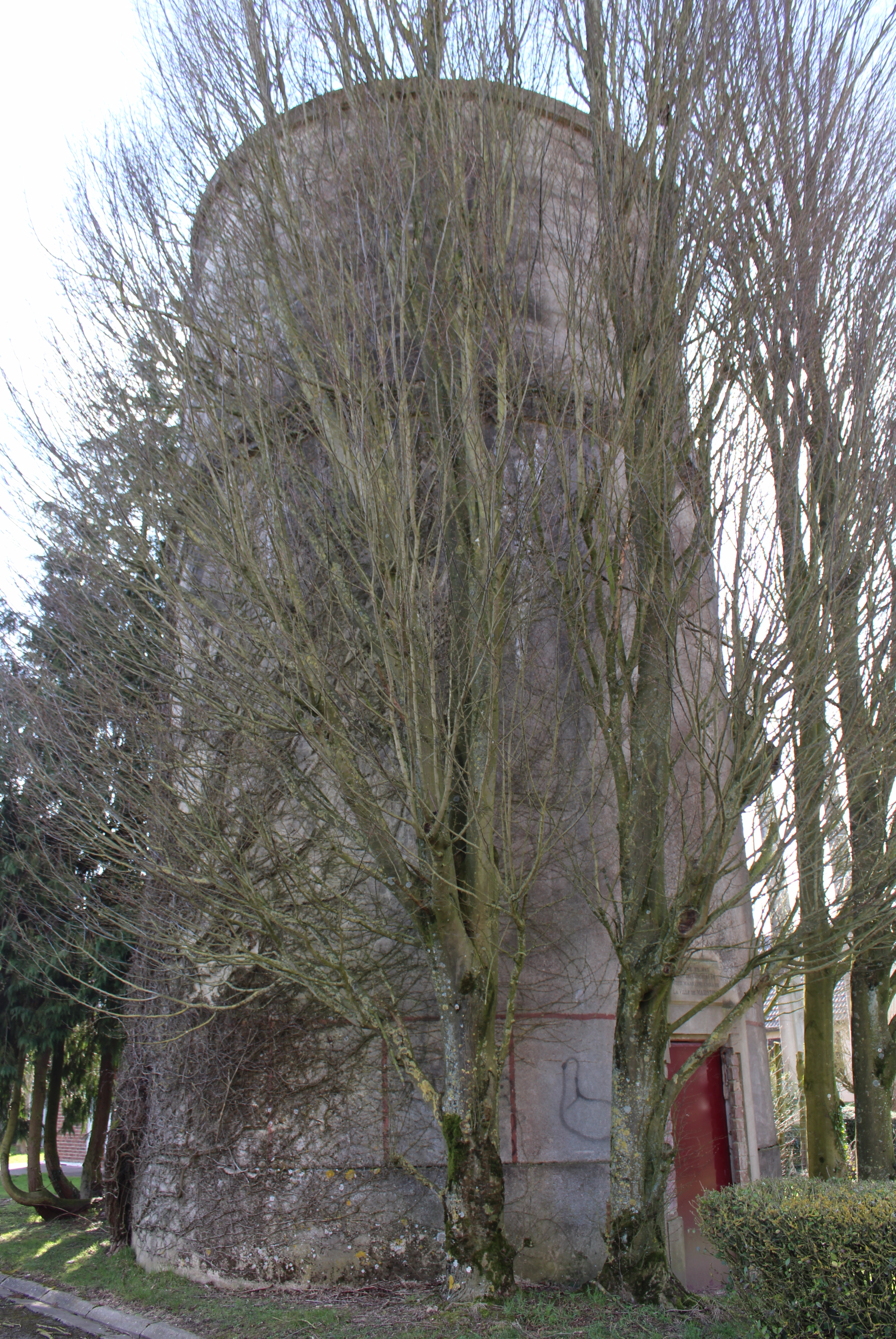
Le château d'eau élevé en 1935 avec le concours de la ville de Maidstone, Royaume-Uni.
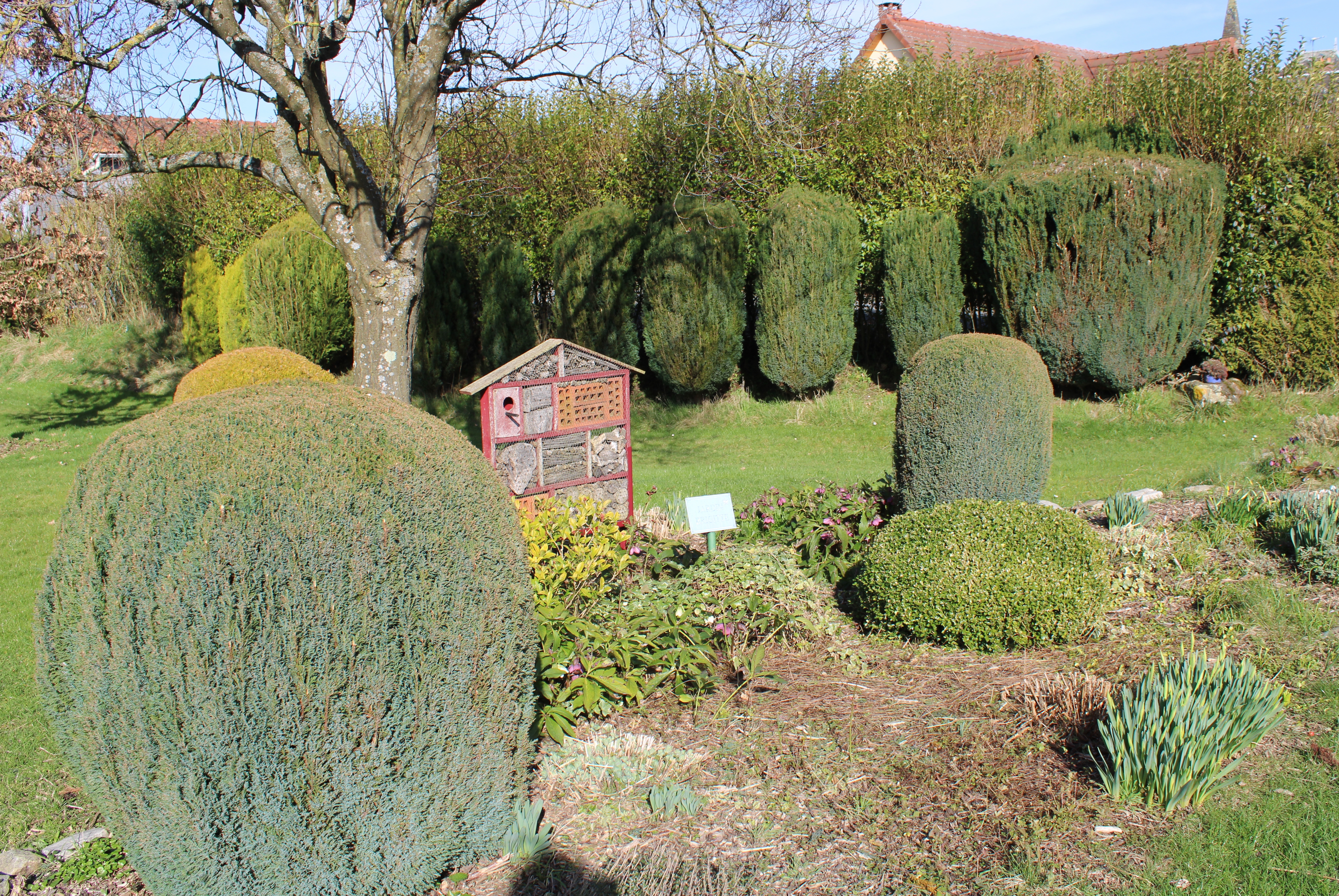
Maison aux insectes.

### Personnalités liées à la commune
- Hélène Rochas, née en 1927 à Montauban-de-Picardie[38]. Le Parc Rochas, inauguré en 1985, porte son nom[26].

### Héraldique
| Blason de Montauban-de-Picardie | Blason  | D'argent à la fasce d'azur accompagnée de trois tourteaux de gueules ; au chef du même chargé d'un léopard d'or |
| Blason de Montauban-de-Picardie | Détails | Le statut officiel du blason reste à déterminer.                                                                |

## Pour approfondir